# 3-4x 10월
3-4x 10월(3-4x 10月: The Third And Fourth Of October, Boiling Point)은 일본에서 제작된 기타노 다케시 감독의 1990년 액션, 코미디 영화이다. 야나기 유레이 등이 주연으로 출연하였고 나베시마 히사오 등이 제작에 참여하였다.

## 출연

### 주연
- 야나기 유레이
- 기타노 다케시

### 조연
- 이시다 유리코
- 이구치 타카히토
- 이즈카 미노루
- 오자와 히토시
- 이가와 히사시
- 츠루타 시노부